# Le Ventre de l'Atlantique
Pour les articles homonymes, voir ventre (homonymie).
Le Ventre de l'Atlantique est le premier roman de l'écrivaine franco-sénégalaise Fatou Diome. Il est sorti en 2003 aux éditions Anne Carrière et marque l'entrée de l'autrice sur la scène littéraire.
Ce roman a une dimension autobiographique et met en scène les rêves d'émigration des jeunes Sénégalais vers la France.

## Résumé
À Strasbourg, la narratrice doit renseigner au téléphone son demi-frère Madické du déroulement des matchs de football de l'équipe nationale d'Italie qu'il ne peut pas suivre à la télévision sur l'île de Niodior, au large du Sénégal. Comme les garçons de son âge, il projette de venir lui aussi en France pour devenir un célèbre et riche footballeur, s'identifiant à quelques brillants Sénégalais jouant dans les clubs français.
Le livre est un incessant aller-retour entre le Sénégal et la France, où la narratrice décrit sans concession la situation faite aux immigrants vite devenus clandestins, face au racisme et aux menaces d'expulsion,,.
Des sujets tels que l'analphabétisme, la situation des femmes, le pouvoir des marabouts ainsi que la tendance à tout exiger de ceux qui se sont expatriés, sont évoqués avec réalisme. De même qu'est soulignée l'inégalité entre le Français qui peut sans visa faire du tourisme (même sexuel) au Sénégal, et le Sénégalais pour lequel l’obtention d'un visa pour la France est un parcours semé d'obstacles, y compris financiers.

## Personnages principaux
- Salie[5]: Salie est la narratrice du roman, une narratrice à la focalisation interne. Elle est née au Sénégal d’une première union de sa mère. Lorsque cette dernière se remarie, la petite Salie est rejetée par son beau-père. Déchirée par cette situation, la mère est alors encline à maltraiter l’enfant. Dénoncée par une voisine bienveillante, Salie est recueillie par sa grand-mère avec qui elle noue une relation fusionnelle. Bien que non inscrite à l’école du village à cause de sa condition féminine[6], l’enfant en est curieuse et s’y rend en cachette. L’instituteur ne tarde pas à déceler son potentiel et à demander à sa grand-mère la permission de l’inscrire. Salie est notamment intéressée par la littérature. Elle tombe ensuite amoureuse et se marie avec un homme blanc de France. Ils quittent alors le Sénégal. Cependant, la famille de l’époux est raciste et refuse absolument qu’une femme noire fasse partie de leur famille. Le couple finit par divorcer. Tous ces événements nous sont racontés via le procédé de l’analepse. Au présent, Salie réside toujours en France, à Strasbourg, où elle travaille à temps partiel en tant que femme de ménage afin de payer ses études. Elle se rend compte de l’âpreté  de la vie en France pour les jeunes africains. Elle tente ainsi, tant bien que mal, de persuader son frère que la France n’est pas le lieu où tous les fantasmes ont le pouvoir de devenir réalité, par téléphone, mais aussi lors de ses visites au Sénégal, durant lesquelles  l’écriture la sauve du regard méprisant des autres. Ces tentatives sont contrecarrées, par exemple, par la « dénonciation » d’un autre personnage : « l’homme de Barbès » qui explique que Salie passe à la télévision française à la suite de la publication d’un livre. Ainsi, de plus en plus, les liens se tissent entre le personnage de fiction et la véritable écrivaine : Fatou Diome ce qui pourrait placer le roman dans la veine de l’autofiction.

- Madické alias Maldini [7]: Madické est le demi-frère de Salie[6], né de la deuxième union de sa mère, il vit toujours au Sénégal. Madické est passionné de football et soutient l’équipe nationale d’Italie et notamment le joueur Paolo Maldini ce qui lui vaut dans son village le surnom de Maldini. Le jeune homme nourrit le rêve de devenir footballeur professionnel en France, pays qu’il ne connaît pourtant qu’à travers la télévision. Et justement, une télévision au travers de laquelle il voit ses confrères africains jouer et être acclamés dans l’équipe nationale de France, sans oublier les salaires faramineux qui leur sont octroyés. La télévision est également un lien qui unit toujours le frère et la sœur malgré la distance. Madické appelle souvent Salie pour lui demander de lui donner les résultats et voir le résumé des matchs lors des nombreuses pannes que connaît la télévision du voisin au Sénégal. Plus l’ouvrage avance, plus les supplications du frère pour venir en France se font importantes malgré les remontrances de l’instituteur et de Salie, notamment lors du voyage de cette dernière. Retournée en France, elle décide d’économiser pendant plusieurs mois. La somme qu’elle récolte équivaut à un billet d’avion depuis le Sénégal à Paris. Elle explique alors à son frère qu’elle a économisé tout cet argent pour lui et qu’elle lui laisse le choix, il peut soit utiliser la somme pour prendre l’avion jusqu'à Paris, soit l’employer au Sénégal. Madické finit par ne pas aller en France et utilise l’argent de sa sœur pour ouvrir une boutique. Le lecteur apprend plus tard que Madické ne nourrit plus le rêve de devenir footballeur professionnel en France, le personnage menant désormais une vie confortable au Sénégal. La dernière scène dans laquelle apparaît le personnage se situe dans sa propre maison, où il a convié ses amis à regarder un match de football (Sénégal-Suède), sur sa propre télévision.

- Ndétare[5]: l’instituteur de l’école non-coranique du village a fait ses études en France. Cependant, il est obligé d'aller étudier dans la ville de Ndiodior. Il est celui qui a rendu possible l’inscription de la petite Salie dans son établissement. Il devient, de manière parallèle à son travail d’instituteur, entraîneur de football pour les jeunes du village, dont Madické, qui le signale à sa sœur ; celle-ci se prête alors à une description élogieuse de l’enseignant, à qui elle dit elle-même devoir ses connaissances qu’elle chérit aujourd’hui (page 65). Salie et l’instituteur sont très amis bien que cette dernière réside en France. Lors d’une de ces visites au Sénégal, la jeune femme passe la plupart de son temps avec cet ami. Ils s’allieront, justement lors de ce voyage, pour mettre fin à ce que l’on peut appeler le « mythe de l’Europe ». Résidant toujours au Sénégal, le combat de l’instituteur est quotidien, il rappelle souvent à ces footballeurs en herbe l’histoire de Moussa[6]. Enfin, Ndétare vivra une véritable histoire d’amour avec une jeune femme de l’île du nom de Sankèle qui malheureusement sera écrasée par le poids des traditions et des règles qui incombent aux femmes dans leur pays.

- L’homme de Barbès[7] : la télévision devant laquelle se regroupent les jeunes sénégalais lors des matchs de football trouve un allié en le personnage de l’homme de Barbès. Il a émigré en France légalement et il y mène la vie dure, enchaînant les travaux difficiles et éprouvants la plupart du temps en tant qu’intérimaire. Il ne possède pas son propre logement, et vit avec d’autres africains dans la même situation. Il a donc pendant des années économisé son salaire avant de retourner sur sa terre natale où il choisit alors de se vanter de la somme faramineuse, pour le Sénégal, qu’il a amassée et d’exhiber ses richesses en construisant plusieurs maisons, pour ses parents et lui-même, mais aussi en épousant plusieurs femmes. Il présente donc la France comme un eldorado pour les jeunes africains et choisit de taire l’histoire de son expérience douloureuse. Par ailleurs, d’une manière annexe, nous apprendrons que son statut lui permettant d’épouser n’importe quelle femme qu’il souhaite au Sénégal, sa famille avait alors jeté son dévolu sur une des plus belles femmes de l’île qui n’est autre que Sankèle que nous avons déjà évoquée. Or, le cœur de Sankèle est déjà pris : elle s’y oppose.

## Sujets

### Le mariage en Afrique
Fatou Diome raconte l’histoire de Sankèle, la fille d'un vieux pêcheur. Sankèle a une finesse d’esprit. Elle est convoitée pour sa beauté et tombe amoureuse de Ndétare. Cependant, son père a déjà choisi l’homme de Barbès pour devenir son époux. En cachette, Ndétare et Sankèle se voient de plus en plus souvent et Sankèle tombe enceinte. Son bébé représente un déshonneur pour la famille et le vieux pêcheur décide de tuer le bébé en l'étouffant dans un sac plastique, car « un enfant illégitime ne peut grandir sous [s]on toit. » (p.134) Le même destin aurait touché Salie sans l’aide de sa grand-mère qui l'a sauvée quand son beau-père l'a maltraitée. Fatou Diome décrit la réalité du mariage en Afrique ainsi :
« Ici, on marie rarement deux amoureux, mais on rapproche toujours deux familles: l'individu n'est qu'un maillon de la chaîne tentaculaire du clan. » (p.127)
« Sur ce coin de la Terre, sur chaque bouche de femme est posée une main d’homme. » (p.131) 

### Le mythe de l’Europe
Le mythe d'une Europe synonyme de réussite est souvent mis en avant dans le champ littéraire africain francophone. Ici, la France représente le paradis pour les gens de Niodior,. Toutes les personnes du village qui ont été en France symbolisent la réussite sociale : l’homme de Barbès, l'instituteur Ndétare et Salie. Les habitants sont exposés en permanence aux histoires mensongères de l’homme de Barbès, et aux images colorées de la télévision :
« Pour nettoyer la maison, elles ont juste à la parcourir avec une machine qui avale toutes les saletés, on appelle ça l’aspirateur, une inspiration et tout est parti. Bzzz ! Et c’est nickel ! » (p.85)
« Il n’y a pas de pauvres, car même à ceux qui n’ont pas de travail l’État paie un salaire : ils appellent ça le RMI, le revenu minimum d’insertion. […] Là-bas, on gagne beaucoup d’argent, même ceux qui ramassent les crottes de chiens dans la rue. »(p. 86- 87)
La France est décrite comme un paradis, un eldorado : « Là où les morts dorment dans des palais, les vivants devaient certainement danser au paradis. » (p.85)
Tout le monde « a sa voiture, pour aller au travail et amener les enfants à l’école ; sa télévision, où il reçoit des chaînes du monde entier ; son frigo et son congélateur chargés de bonne nourriture. » (p.85)
La réalité n’est partagée que par l’instituteur Ndétare, ancien fonctionnaire, qui raconte l’histoire de Moussa pour convaincre les enfants qui rêvent de la France de rester en Afrique :
« Reviens sur terre, tout le monde ne ramène pas une fortune de France. » (p. 93).

## Qui est la narratrice?
La quatrième de couverture appelle la narratrice Salie, et c'est ainsi que la désignent les rares personnages qui l'appellent par son prénom. Mais dans le chapitre 11, elle dit : « mon prénom, des plus courants au Sénégal, est communément donné à l'aînée des familles musulmanes. Il est en outre si facile à prononcer que les coopérants en affublent volontiers leurs petites bonnes. » Ce qui correspond plutôt à Fatou, prénom de l'auteur,.
Les lieux (Niodior, Strasbourg) et la vie de la narratrice coïncident avec ce que l'on sait de la vie de l'auteure.

## Prix littéraires
Le Ventre de l'Atlantique a également reçu en 2003, le Prix des Hémisphères Chantal Lapicque, destiné à « soutenir et promouvoir le rayonnement et l’usage de la langue française à travers le monde ». Il propose au public français des œuvres se rapportant à des personnages ou des situations rencontrés hors de France métropolitaine.
En octobre 2005, c'est pour ce livre que Fatou Diome a reçu le LiBeraturpreis. Ce prix littéraire, doté de trois mille euros et d'une invitation à la Foire du livre de Francfort, est décerné chaque année par un comité de lectrices à une écrivaine originaire d'Afrique, d'Asie ou d'Amérique Latine.